# Charlotte Aagaard
Charlotte Aagaard (født 6. juli 1963) er en dansk journalist, foredragsholder og forfatter.
Aagaard er uddannet journalist fra Danmarks Journalisthøjskole i 1988 og redaktionsleder fra Center for Journalistisk Efteruddannelse (2001). Siden 1990 har hun været ansat på Dagbladet Information, hvor hun har fungeret som indenrigsrapporter, udenrigsjournalist, korrespondent, fotojournalist, redaktionssekretær og redaktør.
Hendes specialer er forsvars- og udenrigspolitik,  Mellemøsten, integration og islam.
Aagaard har udgivet bogen I nationens tjeneste: Frank Grevil – majoren, der fik nok (2005) om Forsvarets Efterretningstjeneste og Irak-krigen.
Hun fungerer også som foredragsholder i emnerne journalistik, Afghanistan og Forsvaret.
Har forfattet Frontlinjer - Med medierne og militæret i krig   (2014) sammen med lektor og institutleder ved Institut for Statskundskab Jens Ringsmose og generalmajor H.-C. Mathiesen. 
Sammen med journalist Jørgen Steen Nielsen og Bo Elkjær blev Aagaard tildelt Cavlingprisen for 2003 for sin kritiske dækning af grundlaget for Danmarks deltagelse i Irak-krigen.
I 2012 blev Aagaard tildelt Danmarks største journalistpris, Den Fynske Bladsfonds Fellowship på Syddansk Universitet.